# لوسی در آسمان (فیلم)
نقطه آبی کمرنگ (انگلیسی: Lucy in the Sky) یک فیلم درام به کارگردانی نوآ هاولی و حضور بازیگرانی چون ناتالی پورتمن و جان هم است. این فیلم بر اساس داستان واقعی لیسا نواک، فضانورد و افسر نیروی دریایی ایالات متحده ساخته می‌شود.